# フェリペ・アギラール・メンドーサ
フェリペ・アギラール・メンドーサ（スペイン語: Felipe Aguilar Mendoza、1993年1月20日 - ）は、コロンビアのサッカー選手。コロンビア代表。ポジションはDF。

## クラブ歴
2013年にアトレティコ・ナシオナルのトップチームに昇格。同年から2015年までアリアンサ・ペトロレラFCに期限付き移籍。

## 代表歴
2016年5月29日のハイチ代表戦でコロンビア代表デビュー。

## タイトル
アトレティコ・ナシオナル
- カテゴリア・プリメーラA:  2017-I
- コパ・コロンビア: 2016
- スーペルリーガ・コロンビアーナ: 2016
- コパ・リベルタドーレス: 2016
- レコパ・スダメリカーナ: 2017